# Antigua og Barbudas generalguvernør
Antigua og Barbudas generalguvernør (engelsk: Governor-General of Antigua and Barbuda) er et embede i Antigua og Barbuda. Generalguvernøren er Antigua og Barbudas monarks repræsentant i Antigua og Barbuda. 16 af landene i Commonwealth of Nations har fælles monark, for tiden kong Charles III, og Antigua og Barbuda er et af disse lande. Som monarkens repræsentant betragtes generalguvernøren de facto som Antigua og Barbudas statsoverhoved.
Da Antigua og Barbuda er et konstitutionelt monarki, er generalguvernørens opgaver først og fremmest ceremonielle, idet hverken generalguvernøren, den britiske monark eller den britiske regering blander sig i Antigua og Barbudas politik. Officielt udnævnes generalguvernøren af monarken, men dette sker altid efter indstilling fra Antigua og Barbudas premierminister.
Embedet som generalguvernør blev oprettet den 1. november 1981, da Antigua og Barbuda blev uafhængigt fra Storbritannien. Den første generalguvernør var Sir Wilfred Jacobs. Den nuværende generalguvernør er Sir Rodney Williams, der blev udnævnt den 14. august 2014.

## Liste over Antigua og Barbudas generalguvernører
- 1981–1993: Wilfred Jacobs
- 1993–2007: James Carlisle
- 2007–2014: Louise Lake-Tack
- siden 2014: Rodney Williams

## Eksterne links
- Officiel hjemmeside